# Mogurnda mbuta
Mogurnda mbuta är en fiskart som beskrevs av Allen och Jenkins, 1999. Mogurnda mbuta ingår i släktet Mogurnda och familjen Eleotridae. Inga underarter finns listade i Catalogue of Life.